# Нижнеспасские Выселки
Нижнеспасские Выселки, также пишется как выселки Нижне-Спасские — упразднённый в 1975 году посёлок в Рассказовском районе Тамбовской области России. Входил на год упразднения в состав Нижнеспасского сельского Совета.

## География
Нижнеспасские Выселки находились в центральной части региона, в лесостепной зоне, в пределах Тамбовской равнины, на автодороге из города Рассказово в Ахтырку, между селениями Подоскляй (в 2 км) и Нижнеспасское (в 4 км).

### Климат
Климат характеризуется как умеренно континентальный, с относительно жарким летом и холодной продолжительной зимой. Среднегодовая температура воздуха — 5,4 °С. Средняя температура воздуха самого тёплого месяца (июля) — 19,9 °C (абсолютный максимум — 38,4 °С); самого холодного (января) — −10 °C (абсолютный минимум — −36,9 °С). Безморозный период длится 145—155 дней. Длительность вегетационного периода составляет 180—185 дней Среднегодовое количество атмосферных осадков составляет 525 мм, из которых 342 мм выпадает в период с апреля по октябрь. Снежный покров образуется в последней декаде ноября — начале декабря и держится в течение 125—130 дней.

## История
Решением исполкома областного совета 11 февраля 1975 года № 132 Нижнеспасские Выселки исключены из перечня населённых пунктов области

## Население
В 1932 году — 181 житель.

## Инфраструктура
Было личное подсобное хозяйство.

## Транспорт
Местность доступна автотранспортом. Остановка общественного транспорта «Нижне-Спасские». На апрель 2022 году проходит маршрут автобуса 112 «Автовокзал Рассказово
Ахтырка».